# Vivian Nutton

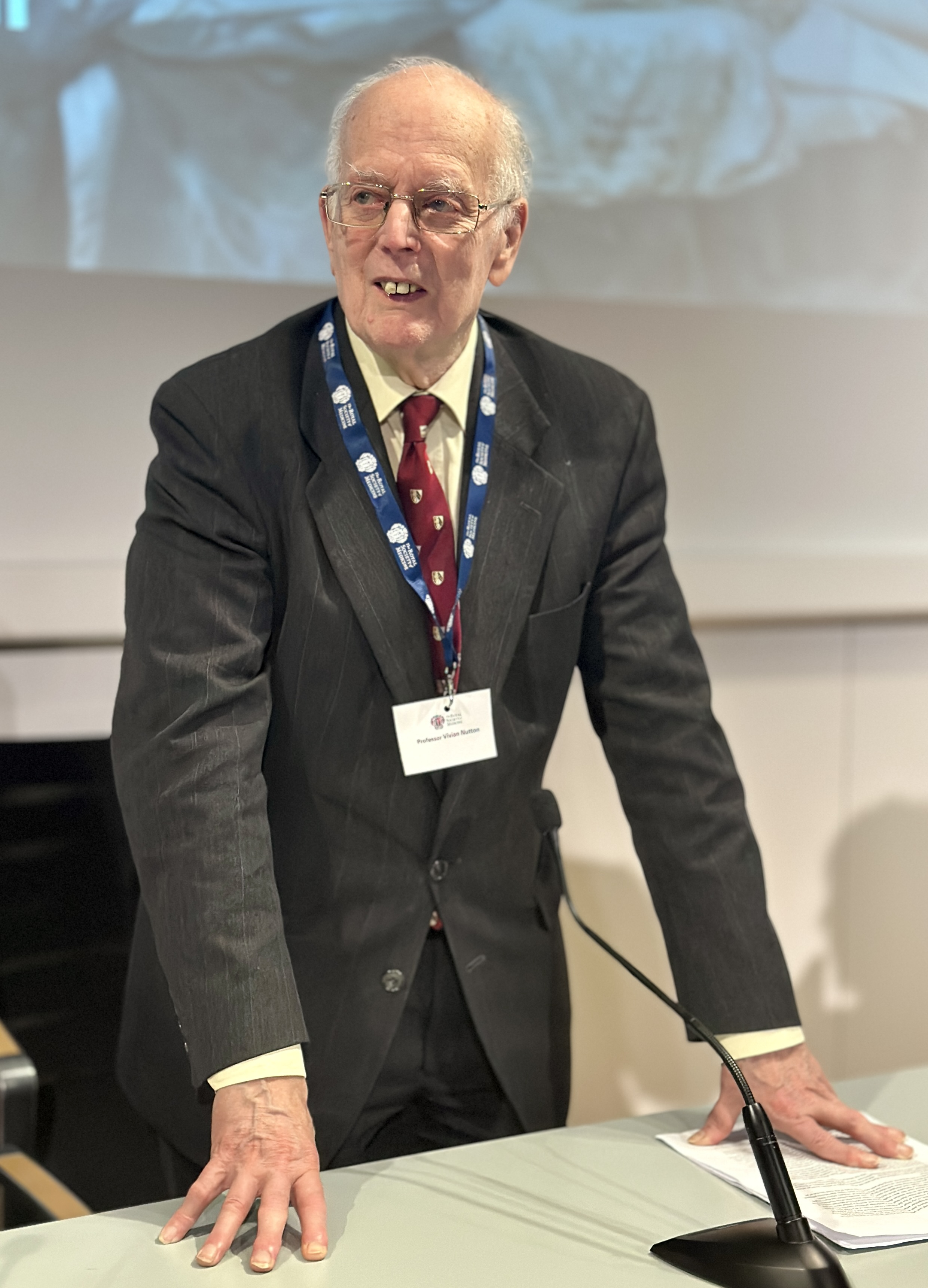
Vivian Nutton, 2023

Vivian Nutton (* 21. Dezember 1943, Halifax, England) ist ein britischer Medizinhistoriker, Professor emeritus am Wellcome Trust Centre for the History of Medicine des University College London und Präsident des Centre for the Study of Medicine and the Body in the Renaissance (CSMBR) in Pisa.
Nutton erwarb einen B.A. in Klassischer Philologie 1965 am Selwyn College der Universität Cambridge und war dort anschließend in der Lehre tätig. Den Ph.D. erhielt er 1970. Seit 1977 ist er am Wellcome Trust Centre for the History of Medicine tätig, zunächst als Lecturer, seit 1993 als Professor. Er ist Mitglied verschiedener internationaler Gelehrtengesellschaften. Im Jahr 2002 wurde er zum Mitglied der Leopoldina gewählt. Seit 2000 ist er Mitglied der Academia Europaea und seit 2008 der British Academy.
Nuttons Hauptarbeitsgebiet ist der griechische Arzt Galen. Darüber hinaus umspannen seine Arbeiten die gesamte antike Medizingeschichte und deren Wirkungsgeschichte, vor allem in der Renaissance und in der muslimischen Welt.

## Veröffentlichungen (Auswahl)
- John Caius and the Manuscripts of Galen. Cambridge Philological Society, Cambridge 1987, ISBN 1-913701-19-0.
- From Democedes to Harvey: Studies in the History of Medicine. Variorum, London 1988, ISBN 0-86078-225-5.
- Medicine at the Courts of Europe 1500–1837. Routledge, London 1990, ISBN 0-415-02264-9.
- mit Lawrence I. Conrad, Michael Neve: The Western Medical Tradition: 800 BC to AD 1800. Cambridge University Press, Cambridge 1995, ISBN 0-521-47564-3.
- mit Roy Porter (Hrsg.): The History of Medical Education in Britain. Rodopi, Amsterdam 1995, ISBN 90-5183-611-2.
- Galen. On My Own Opinions (= Corpus Medicorum Graecorum. Band 5, 3, 2). Akademie Verlag, Berlin 1999, ISBN 3-05-003340-1.
- The Unknown Galen (= Bulletin of the Institute of Classical Studies. Supplement Nr. 77). Institute of Classical Studies, London 2002, ISBN 0-900587-88-1.
- Ancient Medicine. Routledge, London 2004, ISBN 0-415-08611-6.
- Pestilential Complexities: Understanding Medieval Plague. Wellcome Trust Centre for the History of Medicine at UCL, London 2008, ISBN 978-0-85484-116-5.
- Galen. On Problematical Movements. Cambridge University Press, Cambridge 2011, ISBN 978-0-521-11549-0.
- Galen. A thinking doctor in imperial Rome. Routledge, Abingdon/New York 2020, ISBN 978-0-367-35722-1.